# 455 (số)
455 (bốn trăm năm mươi lăm), số La Mã là CDLV, là một số tự nhiên ngay sau 454 và ngay trước 456.